# Vochem

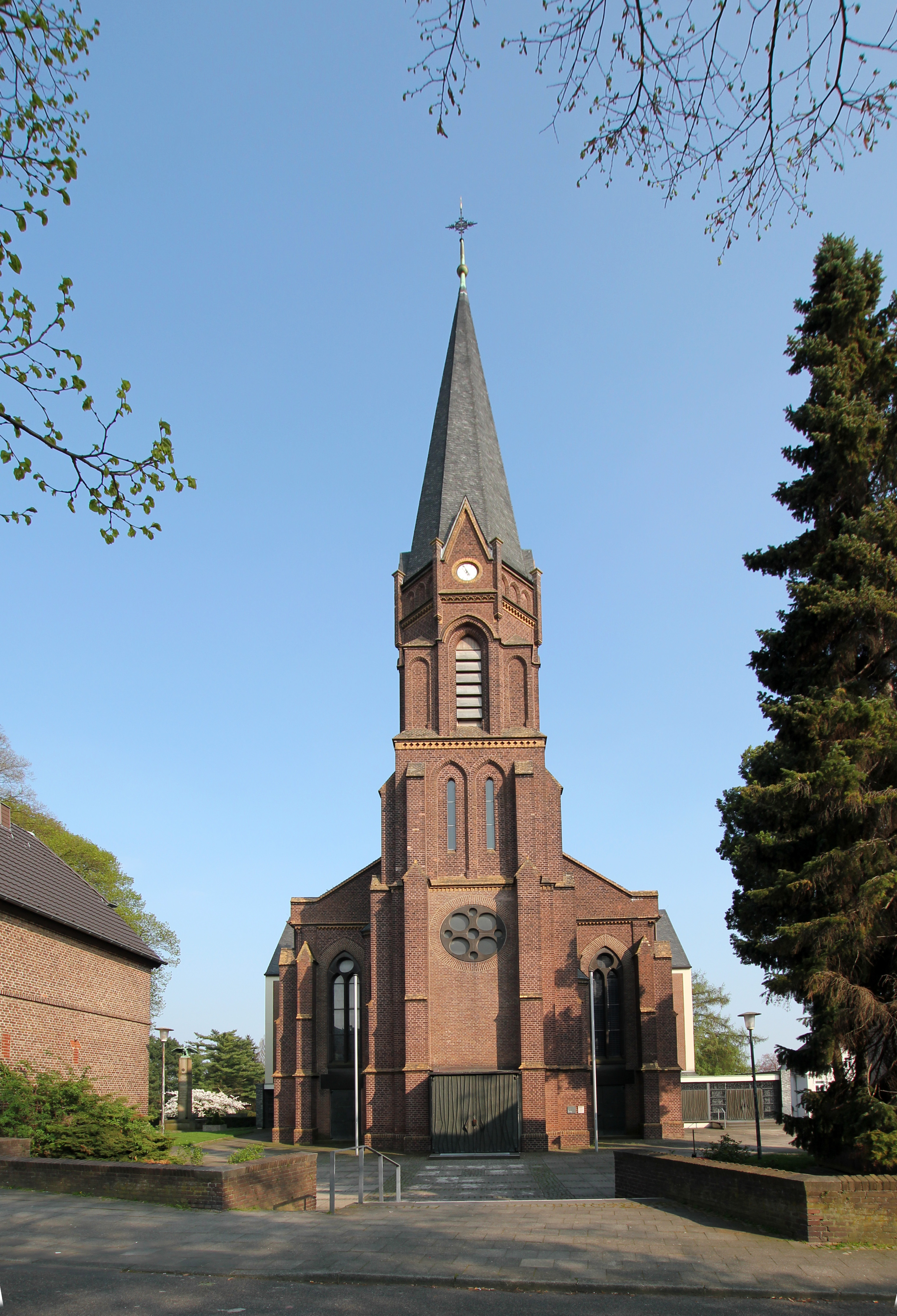
Pfarrkirche Sankt Matthäus

Vochem ist der nördlichste Stadtteil der Stadt Brühl im Rhein-Erft-Kreis und liegt im Vorgebirge.

## Lage
Vochem liegt am mittleren Osthang der Ville, dem sogenannten Vorgebirge, und somit am Westrand der inneren Kölner Bucht. Der Weilerhof mit seinen Ländereien, ehemals Vochem zugehörig, bildet heute die Grenze zum Hürther Stadtteil Fischenich im Norden. Im Osten schließen sich jenseits von Ackerland der Kölner Stadtteil Meschenich und der Wesselinger Stadtteil Berzdorf an. Im Süden grenzt Vochem unmittelbar an den Brühler Stadtteil Kierberg sowie die Brühler Nordstadt mit ihrem Villenviertel. Im Westen Vochems verläuft der Naturpark Rheinland mit seinen Wäldern und Seen, dessen Margarethenweiher an der Grenze zum Hürther Stadtteil Knapsack liegt. Die Brühler Innenstadt liegt etwa zwei Kilometer, die Kölner Innenstadt wiederum zehn Kilometer von Vochem entfernt.
| Knapsack (zu Hürth) | Fischenich (zu Hürth) | Meschenich (zu Köln)    |
| Naturpark Rheinland |                       | Berzdorf (zu Wesseling) |
| Heide (zu Brühl)    | Kierberg (zu Brühl)   | Innenstadt (von Brühl)  |

## Geschichte

### Römerzeit
Vereinzelt besiedelt wurde das Areal des heutigen Stadtteiles von Brühl, wie der Großteil des fruchtbaren Vorgebirges, sehr wahrscheinlich bereits in der Jungsteinzeit. Die ältesten erhaltenen Menschenfunde stammen jedoch aus der Römerzeit, in der mehrere Trassen zwischen Bonn und Köln durch das heutige Vochem verliefen. Beim Ausheben eines Kanalschachtes in der Römerstraße, die von Bornheim über Brühl nach Hürth führt, wurden 1959 unmittelbar nebeneinander liegend ein Sarkophag und ein Bleisarg aus dem späten 3. Jahrhundert gefunden; Befunde hierzu legte Waldemar Haberey 1962 vor. Beim Bau einer Turnhalle in der Sankt-Albert-Straße wurde 1972 wiederum der Teil eines römischen Gräberfeldes freigelegt. Hier fanden sich Überreste zweier Brandbestattungen und vier Körpergräber, darunter das eines 50 bis 60 Jahre alten Mannes in einem Bleisarg und das einer über 70 Jahre alten Frau in einem Sarkophag aus Tuff. Die Beisetzungen an der Sankt-Albert-Straße datieren nach den Grabbeigaben in die zweite Hälfte des 3. Jahrhunderts und in das frühe 4. Jahrhundert.

### Merowingerzeit
Nachweislich dauerhaft besiedelt wurde Vochem von den Franken während der Herrschaft der Merowinger ab dem 5. Jahrhundert; sämtliche Flurnamen Vochems stammen aus jener Epoche. Eine 1913 unweit der Sankt-Matthäus-Kirche gefundene Stele für das christlich bestattete fränkische Mädchen mit dem Namen Rignedrudis, heute im Rheinischen Landesmuseum in Bonn ausgestellt, bezeugt die hier während der Merowingerzeit fortgeführte Tradition kunstvoll bearbeiteter Grabsteine.

### Mittelalter
Seit dem 9. Jahrhundert gehörte Vochem zum Kurfürstentum Köln und seine Bewohner als Fronbauern den örtlichen Stiftsherren. In der ältesten erhaltenen Urkunde von 1067 findet sich erstmals der Ortsname Vochena und könnte in Entsprechung zur Namenshistorie von Frechen und weiterer Ortschaften im Rheinland ursprünglich Hof des Vocko bedeutet haben. Im frühen 13. Jahrhundert waren unterschiedliche Ortsnamen wie Vogchene oder Vochen gebräuchlich, während um 1304 der Ortsname Voggena nachweisbar ist.
Die Gründung der umfriedeten Stadt Brühl 1285 führte zu einer Verödung Vochems. Neben einer Kapelle gab es vermutlich nur den Fronhof, den Herselhof und den Holtzemshof, die bewirtschaftet und bewohnt blieben. Zum kurkölnischen Amt Brühl gehörend, erlangte Vochem im Lauf dieser nur langsam und im geringen Maß wieder einen erwähnenswerten Bevölkerungszuwachs, da der größte Teil des Grundbesitzes fortdauernd zu den vier bestimmenden großen Gütern des Vochemer Gebietes gehörte:

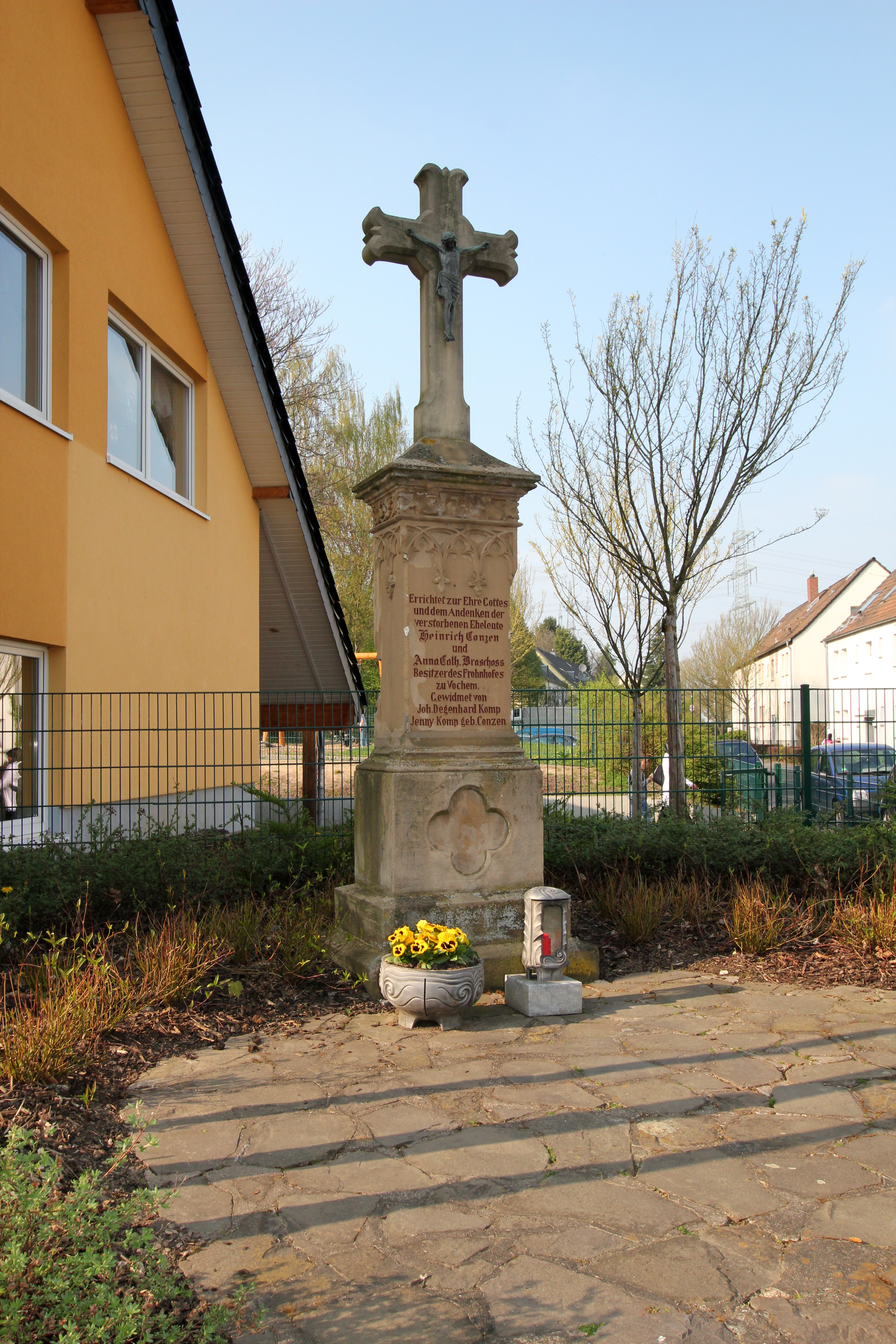
Gedenkkreuz für die ehemaligen Besitzer des Fronhofes

- Der Fronhof, mit 265 alten Morgen Land. Er wurde urkundlich im 11. Jahrhundert erstmals erwähnt und gehörte der kurkölnischen Kirche. In einer Urkunde des Erzbischofs Anno II. von Köln, worin die Stiftsgüter benannt werden, welche der von ihm gegründeten Stiftskirche zum heiligen Georg „daselbst“ verliehen werden, heißt es 1067: Wir haben folgende Landgüter aus unserem und des heiligen Petrus Besitz verliehen … Vochem mit allen seinen Einkünften und Gerechtsamen außer dem Zehnten. Die Stiftskirche übertrug den Fronhof dem Adelsgeschlecht der „von Aldenroide“ aus dem späteren Aldenrath, die deshalb fortan auch „von Vochem“ genannt wurden. Pächter des Fronhofes, der bis zur Säkularisation 1802 Eigentum der Stiftskirche blieb, übten zugleich auch das Amt des Schultheißen und mit ihm die niedere Gerichtsbarkeit, Hofgeding genannt, aus. Die höhere Gerichtsbarkeit unterstand dem Schöffengericht des Amtes Brühl in Brühl.
- Die Burg, mit 219 Morgen Acker und 22 Morgen Baumgarten, war ein kurkölnisches Lehen und als solches qualifiziert, dem Landtag im Stande der Ritterschaft anzugehören. Seine Besitztümer waren für immer von Steuern „eximiert“. Die Burg war viele Jahrhunderte im Besitz des uralten Adelsgeschlechtes der „von Hersel“ aus dem heutigen Hersel, dessen Angehörige seit dem 14. Jahrhundert in Brühl auf dem Kempishof wohnten. Um 1207 wurde von einer Tochter des Hermann von Hersel das Vochem benachbarte Kloster Marien-Benden gestiftet.

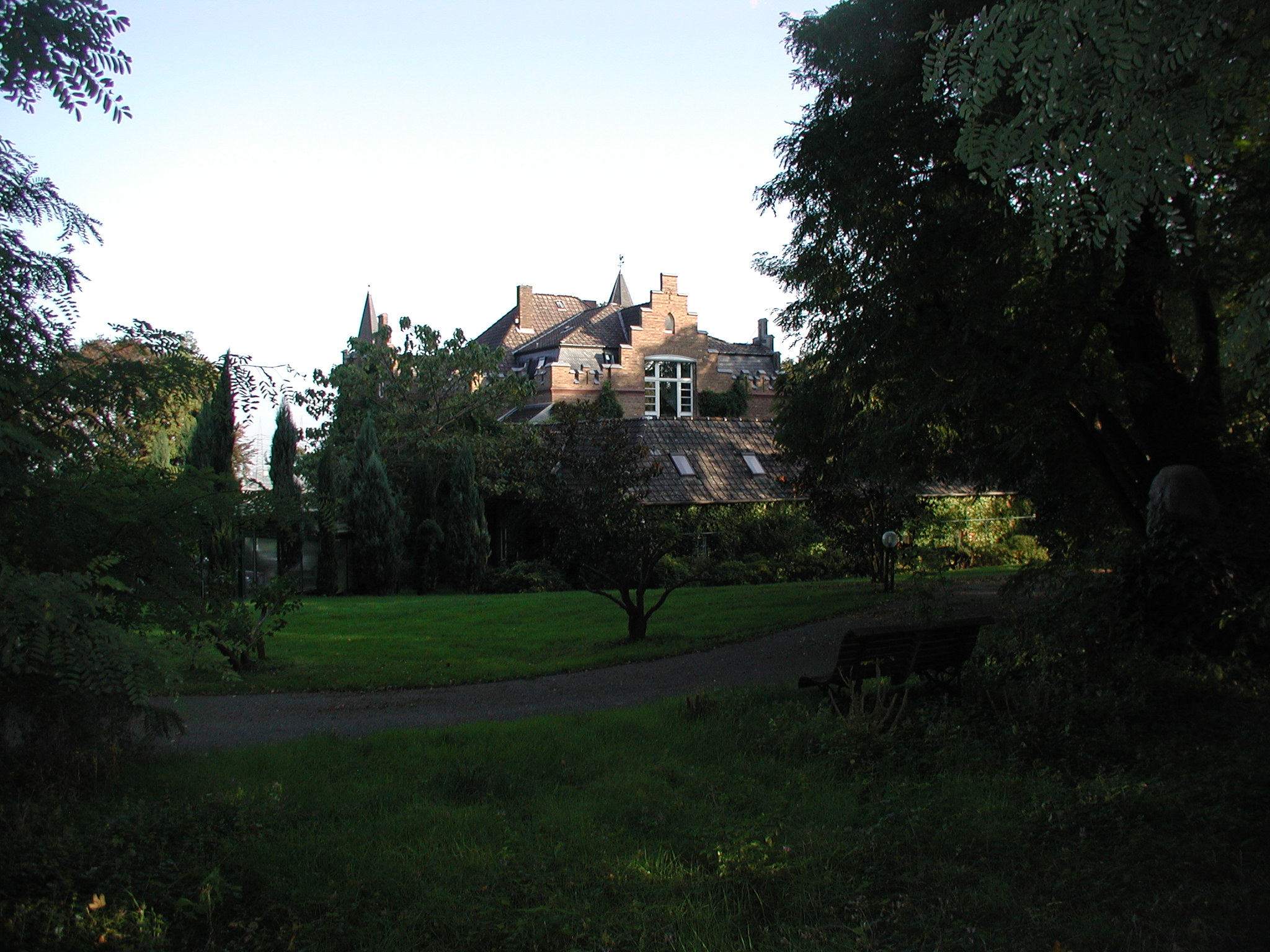
Das erhaltene Herrenhaus

- Das Herrenhaus, ein Hof mit 66 Morgen Land, neben der Burg ein zweites adeliges Haus, war ebenfalls berechtigt zum Landtag im Stande der Ritterschaft. Das Besitztum war ehemals Lehngut des Stifts Vilich.

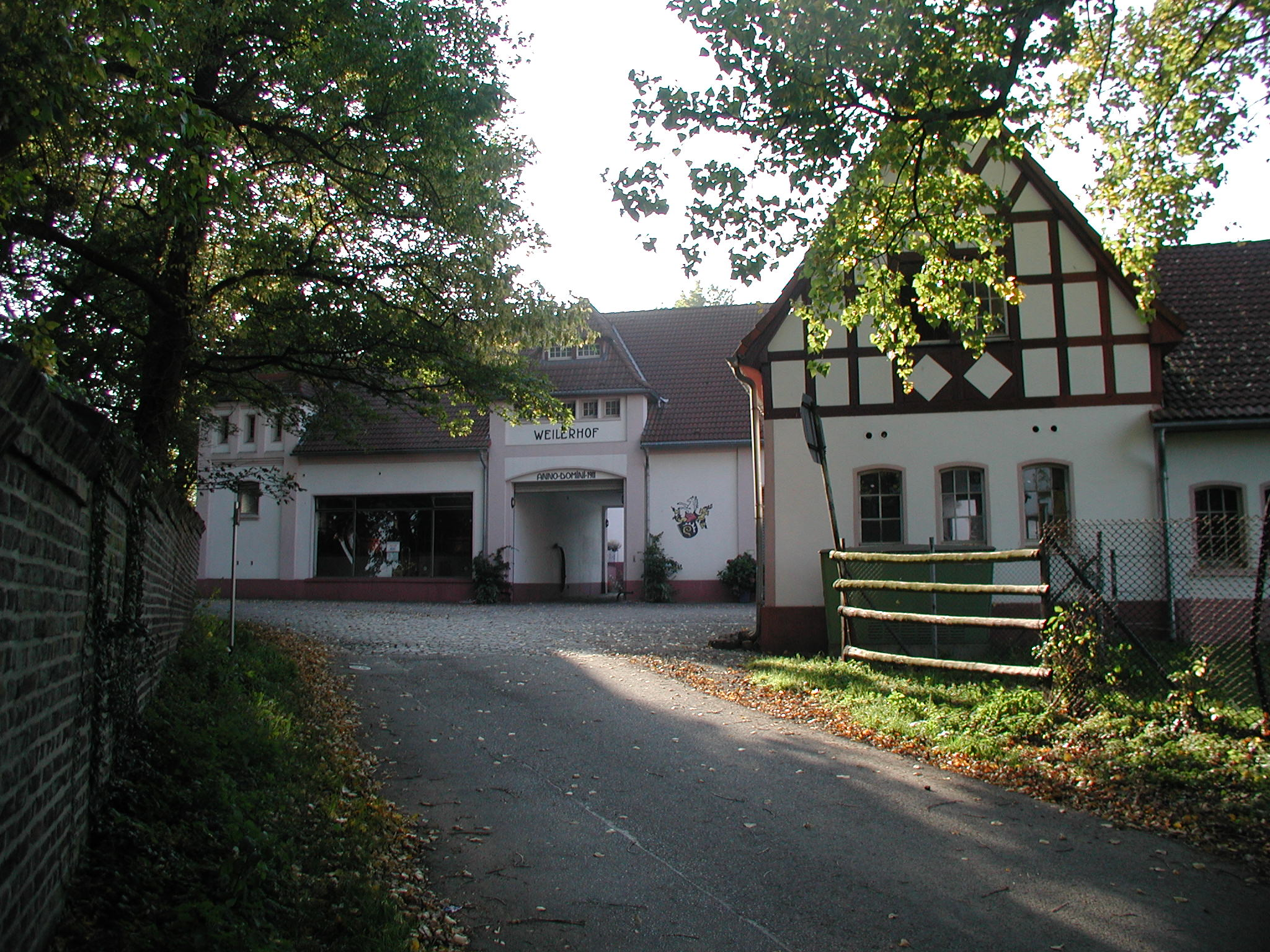
Der heutige Weilerhof

- Der Weilerhof, ein ehemaliger Besitz der Kartäusermönche zu Köln, umfasste noch zur Zeit der Säkularisation 284 Morgen Ackerland, 12 Morgen Baum- und Gemüsegarten, ohne die dazugehörigen Waldungen. Anfang des 14. Jahrhunderts stand an der Stelle ein Herrenhaus, welches von mehreren kleinen Gehöften umgeben war und später zu einem Gut vereint wurde. Dies geht aus einer Urkunde des Jahres 1316 hervor, in der der Besitzer, ein Godecalens de Wilre, mit seinem Sohn Johann als Zeuge vorkommt. Die Äcker des Gutes lagen teils im Vochemer Feld, teils auf jülichschem Gebiet. Das Gut wurde nach der Säkularisation, mit Ausnahme eines Waldstückes von 100 Morgen „in der Vill“ (Ville), welches dem Fiskus verblieb, von den Franzosen an einen Herrn Schöllgen verkauft. Durch seine Zukäufe ebenfalls säkularisierter Ländereien des Fischenicher Kartäuserhofes wuchs der Besitz auf annähernd 600 Morgen Land. Diese von ihm zu immenser Größe arrondierten Ländereien des Weilerhofes, veräußerte er später an Rhodius aus Mülheim am Rhein. Nach dessen Tod brachte es die Witwe Rhodius durch Heirat in den Besitz des Friedrich Wilhelm Bendleb, der in einem noch heute vorhandenen parkartigen Garten 1869 eine stattliche, ebenfalls erhaltene Villa errichtete. Später ging das gesamte Gut durch Kauf an Hilarius Kreuser, Bergwerkbesitzer in Mechernich in der Eifel, über.

### Industrialisierung

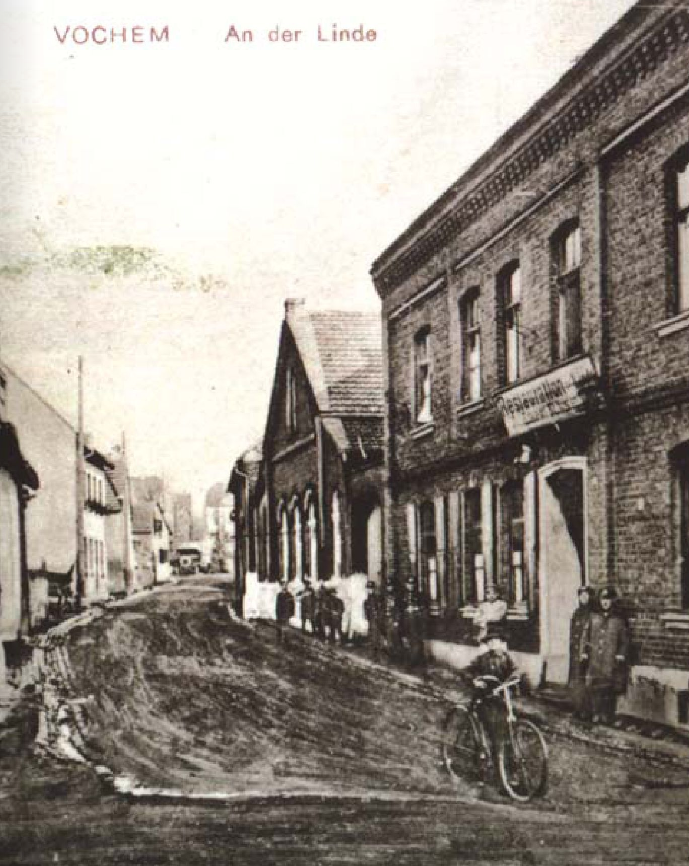
Straßenzug in Vochem um 1915

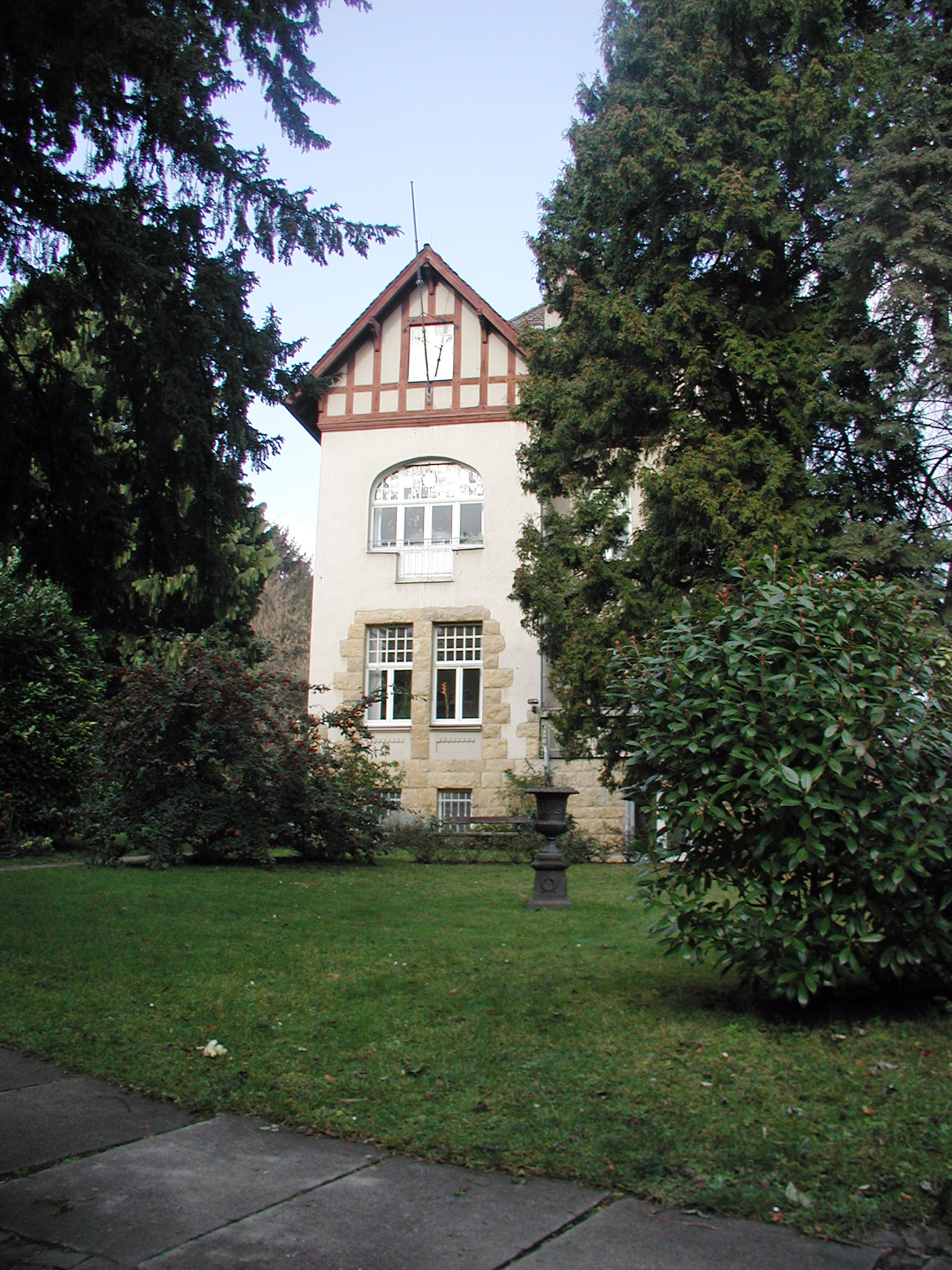
Altes Herrschaftshaus am Dorfeingang

Zum Ende des 17. Jahrhunderts hatten sich wieder vermehrt Kleinbauern in Vochem angesiedelt. Eine Statistik von 1669 führt 21 Bauernstellen auf, die rund 200 Morgen bewirtschafteten. Die Pfarrei Vochem bestand 1753 aus rund 250 Gläubigen. Von 1816 bis 1887 stieg die Anzahl der Einwohner Vochems schließlich von 393 auf 624 Personen. 1847 wurde das Amt Brühl in Einzelgemeinden aufgeteilt, die eigene Kataster, Kassenverwaltungen und Gemeinderäte erhielten. Hierbei erhielt die Ortschaft durch einen Fehler des Geometers bei der örtlichen Urkatasteranlage seinen heutigen Ortsnamen Vochem.
1876 begann in Brühl die Gewerkschaft Roddergrube als erste im Rheinischen Braunkohlerevier mit der Braunkohleförderung und Brikettfabrikation. Hiervon profitierte auch Vochem durch den Zuzug vieler Arbeitskräfte, die sich rund um die neuen Gruben und Fabriken ansiedelten. 1887 bestanden in Vochem 110 Wohnhäuser sowie zwei große Höfe. Folgerichtig heißt es für die Zeit um 1890 „ein Pfarrdorf mit etwa 100 Häusern“, doch nun begann die Ortschaft zu wachsen. Der Kern Vochems entwickelte sich hauptsächlich entlang der auch heute noch so genannten Hauptstraße, welche jedoch mittlerweile durch die Trasse von Köln nach Euskirchen sowie die Sommersbergbrücke unterbrochen wird. Weiterhin baute man an der Kierberger Straße und der Weilerstraße zum Weilerhof führend und weiter nach Fischenich zahlreiche Wohnhäuser.

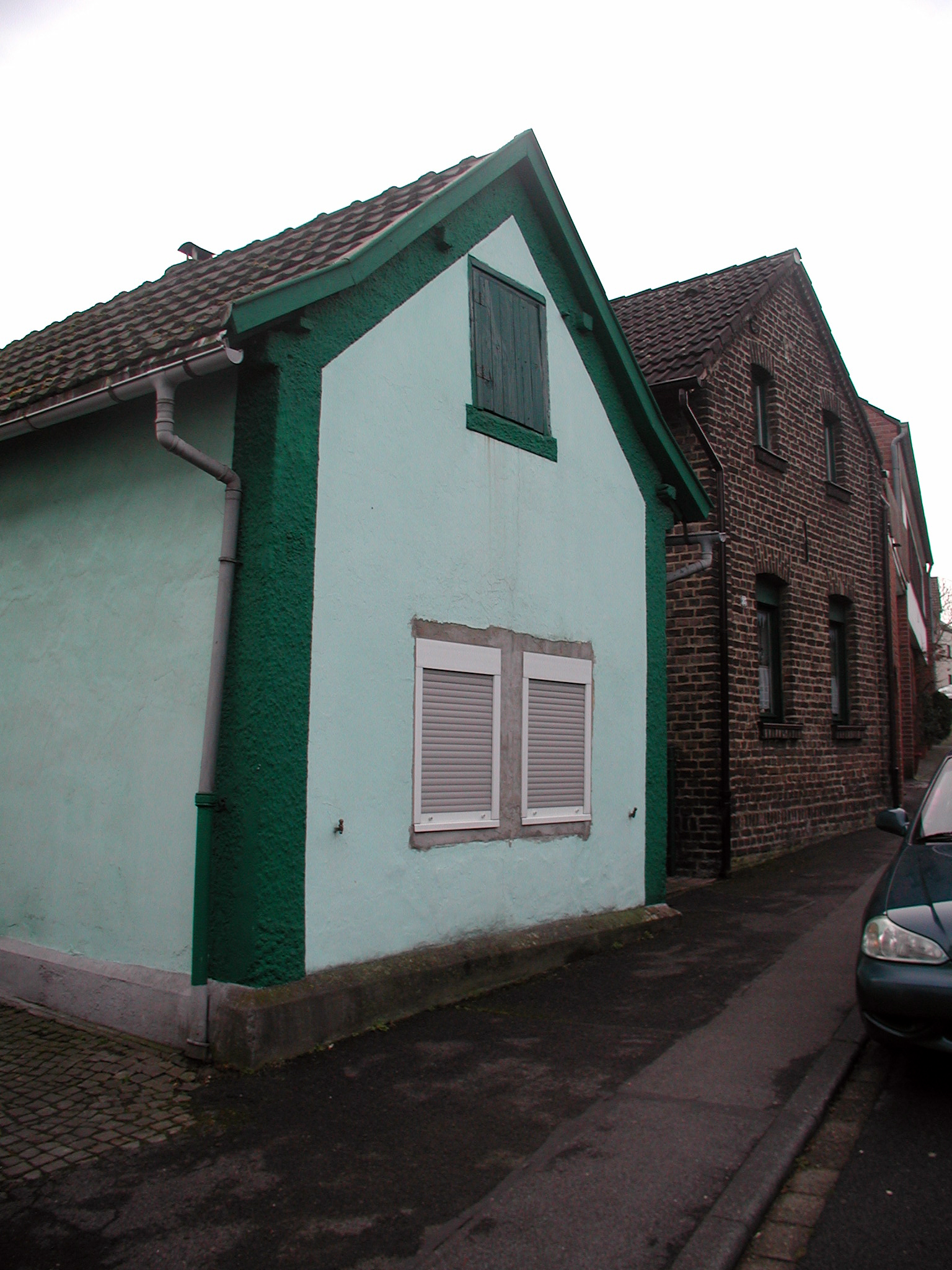
Kotten im Oberdorf

Neben den in einer Vielzahl errichteten Kotten der einfachen Leute entstanden auch stattliche Herrschaftshäuser. Beide Formen der Bebauung sind auch heute noch in Vochem zu finden. 1897 feierten die Einwohner als weitere Neuerung die Eröffnung der durch die Stadt Brühl führenden Vorgebirgsbahn, welche in Vochem eine Haltestelle erhielt. Zusammen mit den Ortschaften Badorf, Berzdorf, Eckdorf, Geildorf, Heide, Kierberg, Pingsdorf und Schwadorf bildete Vochem über das 19. Jahrhundert hinweg eine Samtgemeinde.

### Moderne und Gegenwart
Vochem wurde im 20. Jahrhundert für die Braunkohlenindustrie zum Umschlagplatz, seit die neu geschaffene Trasse der Querbahn 1901 die Ortschaft mit dem damaligen Rheinhafen in Wesseling verband. 1920 wurde eine Wagenwerkstatt in Vochem zur Wartung der im Zuge der Aufwärtsentwicklung im Kohlenverkehr beschafften Güterwagen erbaut. Im März 1945 stellten die Köln-Bonner Eisenbahnen aufgrund der Kriegsereignisse den Gesamtbetrieb vorübergehend ein.
Die deutsche Tochtergesellschaft des französischen Konzerns Renault, die Renault Automobilgesellschaft KG, ließ sich 1959 in Vochem nieder und beschäftigte damals 620 Mitarbeiter. Der ab 1970 weiter ausgebauten Niederlassung schloss sich über die Jahre der japanische Wettbewerber Nissan an. 2001 zog Nissan jedoch in eine neue Firmenzentrale nach Wesseling, während Renault im Jahr darauf seine Firmenzentrale in den Kölner Stadtteil Mülheim verlegte und mehr als 800 Arbeitsplätze aus Vochem abzog.
1966 wurde in Vochem eine 540 m lange Gleisüberdachung dem Betrieb übergeben, unter der die mit frisch gepressten Briketts beladenen Kübelwagenzüge zum Auskühlen abgestellt werden konnten. Gleichzeitig diente die Überdachung dem Schutz vor Witterungseinflüssen, so erhielten die Briketts eine größere Festigkeit. 1971 konnte der erste Bauabschnitt der Andreaskirche fertiggestellt werden. Die Sommersbergbrücke wurde 1988 eingeweiht. 1992 eröffnete ein Fahrzeugmuseum mit damals zwölf und heute 32 historischen Fahrzeugen. 2001 wurde in Vochem zudem eine P+R-Anlage an der Haltestelle der Linie 18 mit 66 Stellplätzen eröffnet. Zwischen 2007 und 2016 war Vochem Teil des städtebaulichen Projekts Soziale Stadt zur Verbesserung der lokalen Infrastruktur und des örtlichen Zusammenlebens. In der Folge wurde der zentrale Thüringer Platz umgebaut und eine teilweise autofreie Zone eingerichtet, auf der bereits seit 1997 jeden Freitag ein Wochenmarkt mit frischen Erzeugnissen aus der Region stattfindet.

## Vereine
Vochem besitzt eine rege Vereinslandschaft und zahlreiche vor Ort engagierte Kulturvereine. Brauchtumspflege betreiben etwa die Bürgergemeinschaft Vochem 1949, der Karnevalsverein „Blau-Gold“ Vochem 1989, die Vochemer Karnevalsgesellschaft „Ölligspiefe“ 1978, der Tambourkorps „Klingendes Spiel“ Vochem und die Schützenbruderschaft „Sankt Sebastianus“ Vochem 1953. Seit 2014 existiert außerdem der Stadtteilverein Brühl-Vochem. Wie in anderen Ortschaften des Vorgebirges, existierten auch in Vochem zudem bis in die Nachkriegszeit ein Junggesellenverein und ein Männergesangverein, die aufgrund der Urbanisierung vor Ort an Bedeutung verloren.
Im Fußball wird der Stadtteil von der Spielvereinigung Vochem 1921 vertreten, die mit ihren Mannschaften in der Kreisliga spielt. Im Tischtennis aktiv ist der Tischtennisclub „Blau-Weiß“ Vochem 1947, der unter anderem in der Landesliga präsent ist. Ferner zeigt sich der Boxsportverein „Olympia“ Vochem besonders in der Jugendarbeit aktiv. Früher prägten überdies die mittlerweile aufgelösten Sportvereine Kegelclub „Kallebröder“ Vochem und Radfahrclub „Staubwolke“ Vochem 1906 das breitensportliche Treiben vor Ort.

## Kirchengemeinden

### Sankt-Matthäus-Kirche
Die Geschichte des dem heiligen Matthäus geweihten Gotteshauses der katholischen Kirchengemeinde beginnt mit dem Bau einer ersten Kapelle im 13. Jahrhundert. Diese Kapelle unterstand wie auch die von Kierberg und Brühl selbst, der „Mutterkirche“ Kendenich. Erst mit der Erhebung Brühls zur eigenständigen Pfarre unter Erzbischof Wigbold von Holte wurde Vochem zur Filiale der Pfarrei Brühl. Anstelle der ersten Kapelle entstand Ende des 13. Jahrhunderts eine erste einschiffige, mit mächtigem Turm versehene Kirche unmittelbar neben der damaligen Burg. Diese Vorgängerkirche, wie die heutige dem heiligen Matthäus geweiht, wurde Ende des 19. Jahrhunderts durch einen neugotischen Bau ersetzt. Zwischen 1963 und 1965 wurde sie durch den Einbau eines Querschiffes von Hans Joachim Lohmeyer erweitert und ergänzend ausgestaltet mit modernen Bronzeplastiken des Kölner Künstlers Hans Rheindorff.

### Andreaskirche
Nach dem letzten Weltkrieg ließen sich viele evangelische Flüchtlinge in Vochem und den benachbarten Ortsteilen nieder. Daher wurde beschlossen, auf dem Gelände des alten Vochemer Fronhofs, Gebäude für eine neue evangelische Gemeinde zu errichten. Der erste Bauabschnitt wurde 1971 fertiggestellt und umfasst das Gemeindehaus mit Saal am Sommersberg. Die anderen geplanten Gebäude, die Kirche samt Kindergarten und Pfarrhaus, wurden jedoch bis heute nicht errichtet. Ein Provisorium, der Gemeindesaal als Gottesdienstraum, dient etwa 2000 evangelischen Gläubigen in Vochem, Kierberg und Heide als Ersatz.

## Grundschule Vochem

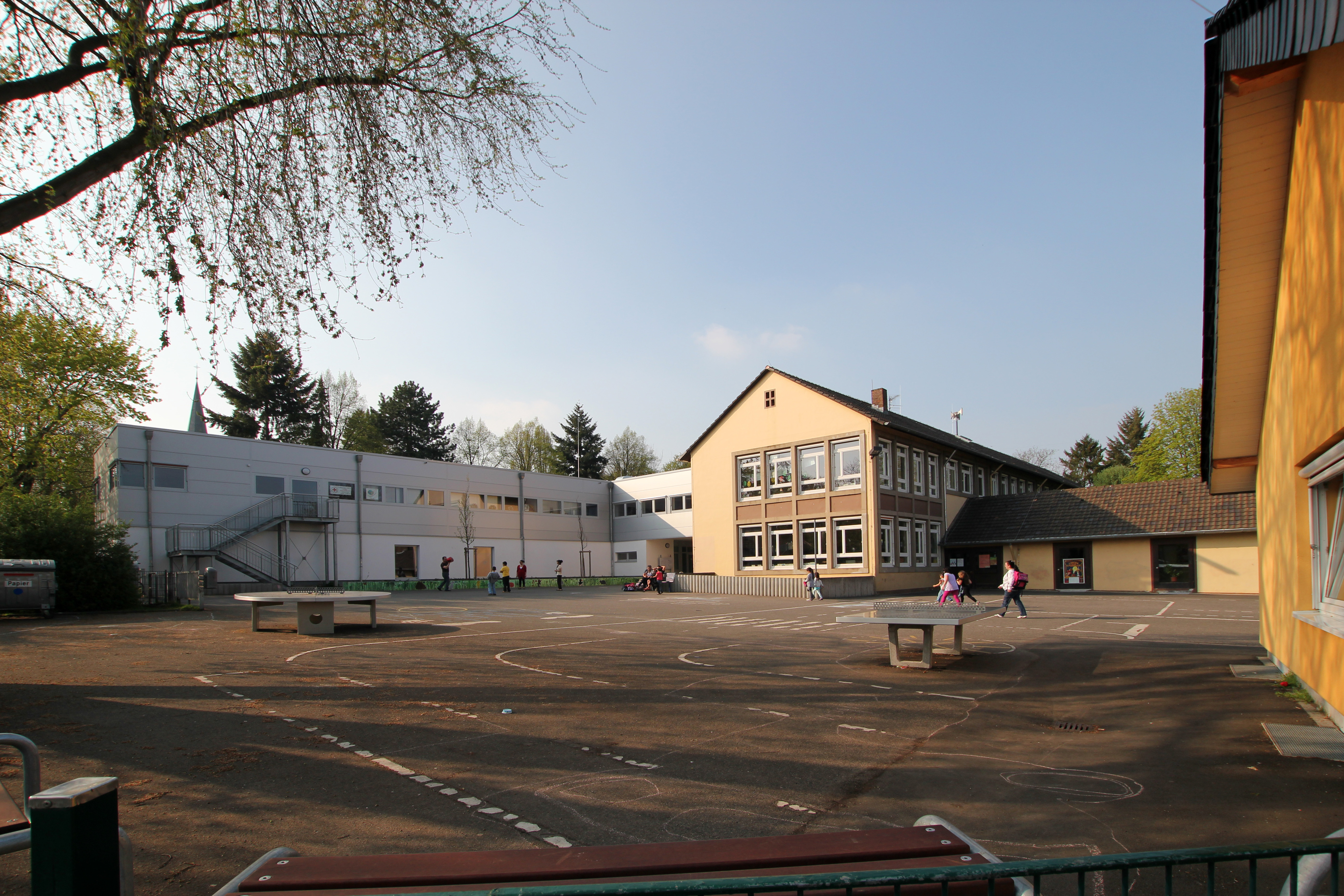
Städtische Katholische Grundschule

Schulunterricht wurde in Vochem seit dem Jahr 1787 erteilt (nach Rosellen). Erster Schulvikar war bis 1797 ein Herr N. Bauer. Von 1805 bis 1815 war nach dem Tod des Lehrers die Stelle vakant, und die Vochemer Kinder gingen nach Kierberg zum Schulbesuch. 1815 wurde der Schulunterricht im Ort wieder aufgenommen. 1830 wurde das Schulgebäude niedergelegt, man kaufte ein Gebäude in Roggendorf, dessen Holzwerk in Vochem wieder aufgerichtet und in Fachwerk als Schule bis 1869 diente. 1869 wurde dieses zweite Schulgebäude zum Abbruch verkauft und ein neues mit zwei Schulsälen und Lehrerwohnungen errichtet. 1874 wurde die bis dahin einklassige Schule in eine zweiklassige umgewandelt.
2019 wurden die GGS Melanchthonschule und die KGS Vochem zusammengelegt. Der Standort der Melanchthonschule wurde für die Anmeldezahlen und insbesondere für die Räumlichkeiten der OGS zu klein. Gleichzeitig waren die Anmeldezahlen der KGS Vochem sinkend. So wurde am 1. August 2019 die GGS Regenbogenschule mit den zwei Standorten Kierberg und Vochem gegründet. Die Regenbogenschule ist eine dreizügige Schule des Gemeinsamen Lernens und hat in ihrem Leitbild die Schwerpunkte „Wohlfühlschule“, „Vielfalt der Sprachen und Kulturen“, „Von- und miteinander lernen“, „Individuell fördern und fordern“, „Digitale Lebenswelt erschließen“ und „Gesunde Schule und Nachhaltigkeit“ verankert. Am Schulstandort in Vochem werden die dritten und vierten Klassen, in Kierberg die ersten und zweiten Klassen unterrichtet.

## Verkehr
Vochem ist von Köln und Bonn mit der Straßenbahn über die Haltestelle Brühl-Vochem der Vorgebirgsbahnlinie der HGK erreichbar, die wochentags alle zehn Minuten von den beiden Verkehrsbetrieben KVB und SWB angefahren wird. Von hier aus wird auch die Querbahn bedient.
| Linie | Verlauf / Anmerkungen | Takt (Mo–Fr) |
| ----- | --- | --- |
| 18    | Thielenbruch – Dellbrück – Holweide – Buchheim – U Bf Mülheim – U Mülheim Wiener Platz – Zoo/Flora – U Reichenspergerplatz – U Ebertplatz – U Breslauer Platz/Hbf – U Dom/Hbf – U Appellhofplatz (Breite Straße) – U Neumarkt – Barbarossaplatz – Eifelwall – Klettenberg – Efferen – Hürth-Hermülheim – Fischenich – Brühl-Vochem – Brühl Mitte – Badorf – Schwadorf – Walberberg – Merten – Waldorf – Dersdorf – Bornheim – Roisdorf West – Alfter – Dransdorf – Bonn West – Bonn Hbf | 10 min (Thielenbruch–Buchheim) 5 min (Buchheim–Klettenberg) 10 min (Klettenberg–Schwadorf) 20 min (Schwadorf–Bonn) |

Mit dem öffentlichen Personennahverkehr kommt man auch mit der Stadtbuslinie 704 der Stadtwerke Brühl nach Vochem.
| Linie | Betreiber        | Verlauf                                        |
| ----- | ---------------- | ---------------------------------------------- |
| 704   | Stadtwerke Brühl | Roddergrube – Brühl Mitte (Stadtbahn) – Vochem |
| 782   | Stadtwerke Brühl | AST-Verkehr: Anrufsammeltaxi Brühl             |

Durch Vochem verläuft die K 7 (L 183).